# Oliver Schmitt (Fußballspieler, 2000)
Oliver Issa Schmitt (* 4. Juni 2000 in Köln) ist ein deutscher Fußballspieler, der aktuell beim SV Meppen unter Vertrag steht.

## Werdegang
Der Stürmer begann seine Karriere beim Kölner Stadtteilverein SV Deutz 05 und wechselte als Siebenjähriger in die Jugendabteilung des 1. FC Köln. Bereits als 14-Jähriger debütierte er für die B1-Junioren (U17) in der B-Junioren-Bundesliga West. In den Spielzeiten 2015/16 und 2016/17 gehörte er fest zur U17, für die er in insgesamt 34 Bundesligaspielen 14 Tore erzielte. In den Spielzeiten 2017/18 und 2018/19 war Schmitt mit den A-Junioren (U19) in der A-Junioren-Bundesliga West aktiv und erzielte in 33 Spielen 10 Tore.
Zur Saison 2019/20 schaffte Schmitt nicht den Sprung in die Bundesligamannschaft, sondern wurde in die zweite Mannschaft integriert. In seiner ersten Saison im Herrenbereich gelangen ihm in der viertklassigen Regionalliga West in 22 Spielen zwei Tore. In der Saison 2020/21 folgten sechs Tore in 21 Einsätzen.
Vor der Saison 2021/22 wechselte Schmitt für zwei Jahre auf Leihbasis in die 3. Liga zum SC Verl. Nach elf Drittligaeinsätzen (fünfmal in der Startelf), in denen er ein Tor erzielte, wurde die Leihe Ende Januar 2022 vorzeitig beendet. Bis zum Saisonende kam Schmitt bei den Kölnern auf 14 Regionalligaeinsätze und zwei Tore.
Ab der Sommervorbereitung 2022 hätte die Leihvereinbarung mit dem SC Verl wieder gegolten. Da Schmitt unter Michél Kniat keine Rolle mehr spielen sollte, reiste er nicht mit dem Mannschaft in das Trainingslager, sondern stellte sich beim niederländischen Zweitligisten Roda Kerkrade vor. Anfang August 2022 wurde er schließlich für die Saison 2022/23 in die Regionalliga Südwest an Hessen Kassel weiterverliehen. Dort kam der Stürmer nur zu acht Einsätzen und zwei Toren.
Zur Saison 2023/24 kehrte Schmitt nach Köln zurück und erzielte in 24 Regionalligaspielen sechs Tore. Daraufhin verlängerte er seinen auslaufenden Vertrag für die Saison 2024/25. Bis zur Winterpause erzielte er in 15 Spielen sieben Tore. Unterdessen durfte er während der Länderspielpause im Oktober 2024 erstmals unter Gerhard Struber mit der Profimannschaft trainieren. Im Januar 2025 absolviert er die Wintervorbereitung mit der Zweitligamannschaft. Am 1. Februar 2025 debütierte der 24-Jährige in der 2. Bundesliga, als er bei einem 2:1-Sieg gegen Eintracht Braunschweig kurz vor dem Spielende eingewechselt wurde.
Im Sommer 2025 wechselte Schmitt zum SV Meppen.